# 亞爾采沃
55°04′N 32°41′E / 55.067°N 32.683°E
亞爾采沃（俄语：Я́рцево）是俄羅斯斯摩棱斯克州中部的一個城市，距斯摩棱斯克東北63公里。2002年人口52,617人。
1859年建立，1926年建市。